# マルグリット・ウェーバー
マルグリット・ウェーバー（Margrit Weber, 1924年2月24日 - 2001年11月2日）は、スイス出身のクラシック音楽のピアニスト。

## 略歴
ザンクト・ガレン州エブナト＝カッペルの生まれ。地元でハインリヒ・フンクにオルガンを習った後、チューリヒ音楽院でウォルター・ラングとマックス・エッガーに師事した。1945年にチューリヒの実業家であるカール・ウェーバー（1903年 - 1973年）と結婚した。
ピアニストとして、18世紀の音楽から同時代の作曲家の作品まで幅広いレパートリーで活躍した。マルグリット・ウェーバーによって初演された曲には、ボフスラフ・マルティヌー『協奏的幻想曲』(1958年)、イーゴリ・ストラヴィンスキー『ピアノと管弦楽のためのムーヴメンツ』(1959年)、アレクサンドル・チェレプニン『バガテル』(管弦楽版、1959年)、ヴォルフガング・フォルトナー『エピグラム』（1964年)、ウラディーミル・フォーゲル『Hörformen』(1972年)がある。
1956年にはアメリカ・デビューも果たしている。1971年にはチューリヒ市から、ハンス・ゲオルク・ネーゲリ・メダルを授与された。2001年に、チューリヒ州ツォリコンにて没。